# Radicaal 31
Van de in totaal 214 Kangxi-radicalen heeft radicaal 31 de betekenis omheining. Het is een van de eenendertig radicalen die bestaat uit drie strepen.
In het Kangxi-woordenboek zijn er 118 karakters die dit radicaal gebruiken.

## Karakters met het radicaal 31

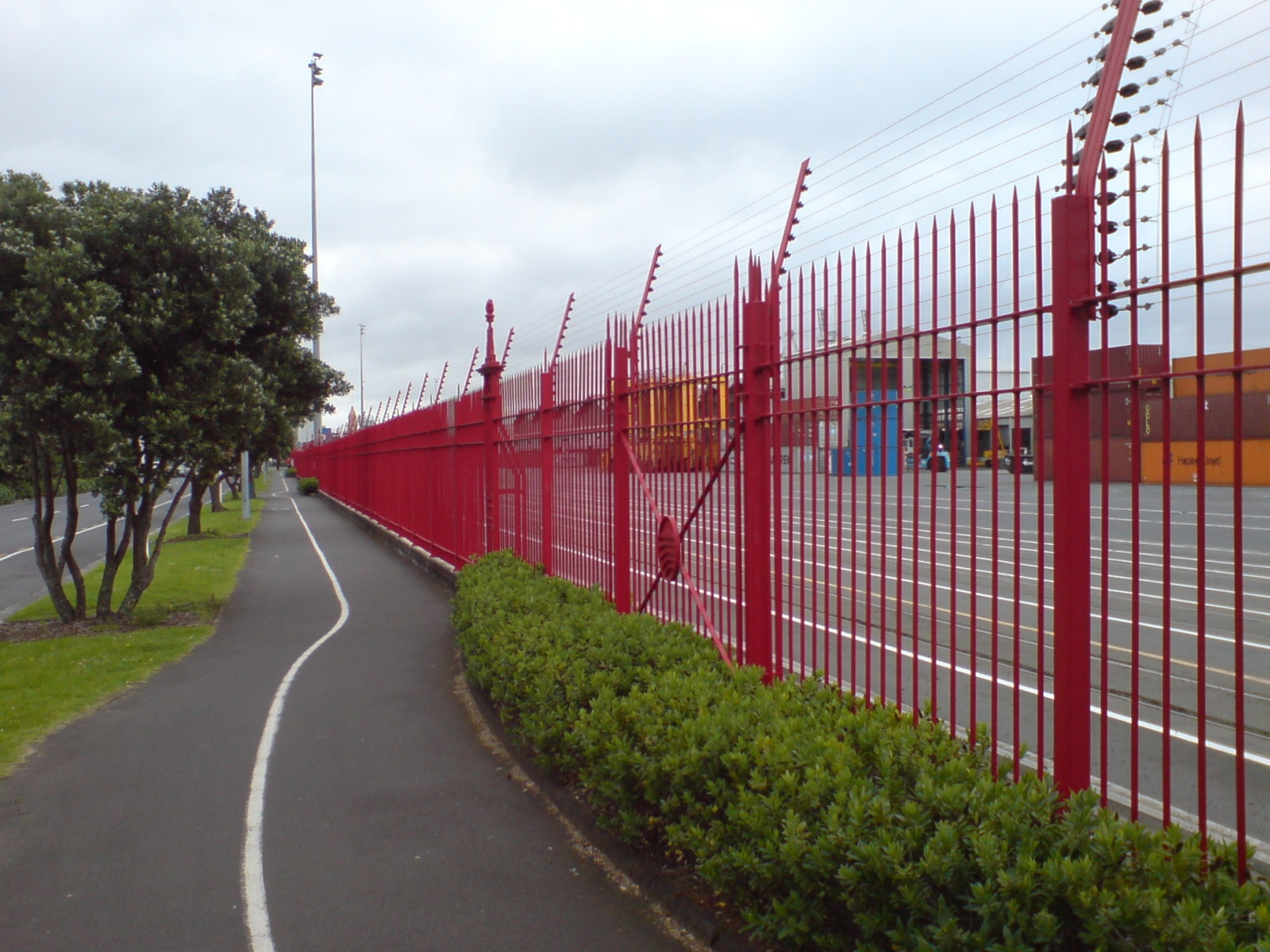
Omheining rond een bedrijventerrein.

| Strepen | Karakter                                                       |
| ------- | -------------------------------------------------------------- |
| + 0     | 囗                                                             |
| + 2     | 囙 囚 四 囜                                                    |
| + 3     | 囝 回 囟 因 囡 团 団                                           |
| + 4     | 囤 囥 囦 囧 囨 囩 囪 囫 囬 园 囮 囯 困 囱 囲 図 围 囵 囶 囷 囸 |
| + 5     | 囹 固 囻 囼 国 图                                              |
| + 6     | 囿 圀                                                          |
| + 7     | 圁 圂 圃 圄 圅 圆                                              |
| + 8     | 圇 圈 圉 圊 國                                                 |
| + 9     | 圌 圍 圎 圏 圐                                                 |
| + 10    | 圑 園 圓 圔 圕                                                 |
| + 11    | 圖 圗 團 圙                                                    |
| + 12    | 圚                                                             |
| + 13    | 圛 圜                                                          |
| + 19    | 圝                                                             |
| + 23    | 圞                                                             |

Orakelbotkarakter
Bronskarakter
Groot zegelkarakter
Klein zegelkarakter